# Hopman Cup 2012
De Hopman Cup 2012 (met de officiële naam Hyundai Hopman Cup) werd gehouden van 31 december 2011 tot en met 7 januari 2012 in de Australische stad Perth. Het was de vierentwintigste editie van het tennistoernooi tussen landen. Een landenontmoeting bestaat uit drie wedstrijden: in het vrouwenenkelspel, mannenenkelspel en gemengd dubbelspel.

## Deelnemers
| Nr. | Land             | Groep | Team                                        | Resultaat  |
| --- | ---------------- | ----- | ------------------------------------------- | ---------- |
| 1.  | Tsjechië         | A     | Petra Kvitová & Tomáš Berdych               | winnaars   |
| 2.  | Frankrijk        | B     | Marion Bartoli & Richard Gasquet            | finale     |
| 3.  | Spanje           | B     | Anabel Medina Garrigues & Fernando Verdasco | groepsfase |
| 4.  | Verenigde Staten | A     | Bethanie Mattek-Sands & Mardy Fish          | groepsfase |
| 5.  | Denemarken       | A     | Caroline Wozniacki & Frederik Nielsen       | groepsfase |
| 6.  | Australië        | B     | Jarmila Gajdošová & Lleyton Hewitt          | groepsfase |
| 7.  | Bulgarije        | A     | Tsvetana Pironkova & Grigor Dimitrov        | groepsfase |
| 8.  | China            | B     | Li Na & Wu Di                               | groepsfase |

## Groepsfase

### Groep A

#### Klassement
| Pos | Land             | W | V | Wedstr | Sets    |
| --- | ---------------- | - | - | ------ | ------- |
| 1   | Tsjechië         | 3 | 0 | 7 – 1  | 15 – 4  |
| 2   | Denemarken       | 2 | 1 | 5 – 4  | 11 – 10 |
| 3   | Bulgarije        | 1 | 2 | 3 – 5  | 9 – 11  |
| 4   | Verenigde Staten | 0 | 3 | 2 – 7  | 4 – 14  |

#### Wedstrijden

##### Tsjechië - Bulgarije
| Tsjechië 2 | Perth, Australië 2 januari 2012 Hardcourt (i)                      | Perth, Australië 2 januari 2012 Hardcourt (i)                      | Bulgarije 1 |     |          |  |
| \| \| \| \| 1 \| 2 \| 3 \| \| \| - \| ------------------------------------------------------------------ \| ------------------------------------------------------------------ \| --- \| --- \| -------- \| \| \| 1 \| Petra Kvitová Tsvetana Pironkova \| Petra Kvitová Tsvetana Pironkova \| 6 4 \| 6 2 \| \| \| \| 2 \| Tomáš Berdych Grigor Dimitrov \| Tomáš Berdych Grigor Dimitrov \| 6 4 \| 6 7 \| 6 3 \| \| \| 3 \| Petra Kvitová / Tomáš Berdych Tsvetana Pironkova / Grigor Dimitrov \| Petra Kvitová / Tomáš Berdych Tsvetana Pironkova / Grigor Dimitrov \| 6 2 \| 3 6 \| [9] [11] \| \| |                                                                    |                                                                    |             |     |          |  |
| |                                                                    |                                                                    | 1           | 2   | 3        |  |
| 1 | Petra Kvitová Tsvetana Pironkova                                   | Petra Kvitová Tsvetana Pironkova                                   | 6 4         | 6 2 |          |  |
| 2 | Tomáš Berdych Grigor Dimitrov                                      | Tomáš Berdych Grigor Dimitrov                                      | 6 4         | 6 7 | 6 3      |  |
| 3 | Petra Kvitová / Tomáš Berdych Tsvetana Pironkova / Grigor Dimitrov | Petra Kvitová / Tomáš Berdych Tsvetana Pironkova / Grigor Dimitrov | 6 2         | 3 6 | [9] [11] |  |

##### VS - Denemarken
| VS 1 | Perth, Australië 2 januari 2012 Hardcourt (i)                            | Perth, Australië 2 januari 2012 Hardcourt (i)                            | Denemarken 2 |      |     |  |
| \| \| \| \| 1 \| 2 \| 3 \| \| \| - \| ------------------------------------------------------------------------ \| ------------------------------------------------------------------------ \| ---- \| ---- \| --- \| \| \| 1 \| Mardy Fish Frederik Nielsen \| Mardy Fish Frederik Nielsen \| 4 6 \| 7 65 \| 6 4 \| \| \| 2 \| Bethanie Mattek-Sands Caroline Wozniacki \| Bethanie Mattek-Sands Caroline Wozniacki \| 64 7 \| 2 6 \| \| \| \| 3 \| Bethanie Mattek-Sands / Mardy Fish Caroline Wozniacki / Frederik Nielsen \| Bethanie Mattek-Sands / Mardy Fish Caroline Wozniacki / Frederik Nielsen \| 5 7 \| 3 6 \| \| \| |                                                                          |                                                                          |              |      |     |  |
| |                                                                          |                                                                          | 1            | 2    | 3   |  |
| 1 | Mardy Fish Frederik Nielsen                                              | Mardy Fish Frederik Nielsen                                              | 4 6          | 7 65 | 6 4 |  |
| 2 | Bethanie Mattek-Sands Caroline Wozniacki                                 | Bethanie Mattek-Sands Caroline Wozniacki                                 | 64 7         | 2 6  |     |  |
| 3 | Bethanie Mattek-Sands / Mardy Fish Caroline Wozniacki / Frederik Nielsen | Bethanie Mattek-Sands / Mardy Fish Caroline Wozniacki / Frederik Nielsen | 5 7          | 3 6  |     |  |

##### Denemarken - Bulgarije
| Denemarken 1 | Perth, Australië 4 januari 2012 Hardcourt (i)                              | Perth, Australië 4 januari 2012 Hardcourt (i)                              | Bulgarije 2 |     |          |  |
| \| \| \| \| 1 \| 2 \| 3 \| \| \| - \| -------------------------------------------------------------------------- \| -------------------------------------------------------------------------- \| ---- \| --- \| -------- \| \| \| 1 \| Caroline Wozniacki Tsvetana Pironkova \| Caroline Wozniacki Tsvetana Pironkova \| 7 5 \| 4 6 \| 6 2 \| \| \| 2 \| Frederik Nielsen Grigor Dimitrov \| Frederik Nielsen Grigor Dimitrov \| 65 7 \| 2 6 \| \| \| \| 3 \| Caroline Wozniacki / Frederik Nielsen Tsvetana Pironkova / Grigor Dimitrov \| Caroline Wozniacki / Frederik Nielsen Tsvetana Pironkova / Grigor Dimitrov \| 6 3 \| 4 6 \| [1] [10] \| \| |                                                                            |                                                                            |             |     |          |  |
| |                                                                            |                                                                            | 1           | 2   | 3        |  |
| 1 | Caroline Wozniacki Tsvetana Pironkova                                      | Caroline Wozniacki Tsvetana Pironkova                                      | 7 5         | 4 6 | 6 2      |  |
| 2 | Frederik Nielsen Grigor Dimitrov                                           | Frederik Nielsen Grigor Dimitrov                                           | 65 7        | 2 6 |          |  |
| 3 | Caroline Wozniacki / Frederik Nielsen Tsvetana Pironkova / Grigor Dimitrov | Caroline Wozniacki / Frederik Nielsen Tsvetana Pironkova / Grigor Dimitrov | 6 3         | 4 6 | [1] [10] |  |

##### Tsjechië - VS
| Tsjechië 3 | Perth, Australië 4 januari 2012 Hardcourt (i)                    | Perth, Australië 4 januari 2012 Hardcourt (i)                    | VS 0 |     |   |  |
| \| \| \| \| 1 \| 2 \| 3 \| \| \| - \| ---------------------------------------------------------------- \| ---------------------------------------------------------------- \| --- \| --- \| - \| \| \| 1 \| Petra Kvitová Bethanie Mattek-Sands \| Petra Kvitová Bethanie Mattek-Sands \| 6 2 \| 6 1 \| \| \| \| 2 \| Tomáš Berdych Mardy Fish \| Tomáš Berdych Mardy Fish \| 6 3 \| 6 3 \| \| \| \| 3 \| Petra Kvitová / Tomáš Berdych Bethanie Mattek-Sands / Mardy Fish \| Petra Kvitová / Tomáš Berdych Bethanie Mattek-Sands / Mardy Fish \| 6 3 \| 7 5 \| \| \| |                                                                  |                                                                  |      |     |   |  |
| |                                                                  |                                                                  | 1    | 2   | 3 |  |
| 1 | Petra Kvitová Bethanie Mattek-Sands                              | Petra Kvitová Bethanie Mattek-Sands                              | 6 2  | 6 1 |   |  |
| 2 | Tomáš Berdych Mardy Fish                                         | Tomáš Berdych Mardy Fish                                         | 6 3  | 6 3 |   |  |
| 3 | Petra Kvitová / Tomáš Berdych Bethanie Mattek-Sands / Mardy Fish | Petra Kvitová / Tomáš Berdych Bethanie Mattek-Sands / Mardy Fish | 6 3  | 7 5 |   |  |

##### Tsjechië - Denemarken
| Tsjechië 2 | Perth, Australië 6 januari 2012 Hardcourt (i)                       | Perth, Australië 6 januari 2012 Hardcourt (i)                       | Denemarken 0  |     |     |  |
| \| \| \| \| 1 \| 2 \| 3 \| \| \| - \| ------------------------------------------------------------------- \| ------------------------------------------------------------------- \| ------------- \| --- \| --- \| \| \| 1 \| Petra Kvitová Caroline Wozniacki \| Petra Kvitová Caroline Wozniacki \| 7 64 \| 3 6 \| 6 4 \| \| \| 2 \| Tomáš Berdych Frederik Nielsen \| Tomáš Berdych Frederik Nielsen \| 6 1 \| 6 3 \| \| \| \| 3 \| Petra Kvitová / Tomáš Berdych Caroline Wozniacki / Frederik Nielsen \| Petra Kvitová / Tomáš Berdych Caroline Wozniacki / Frederik Nielsen \| Niet gespeeld \| \| \| \| |                                                                     |                                                                     |               |     |     |  |
| |                                                                     |                                                                     | 1             | 2   | 3   |  |
| 1 | Petra Kvitová Caroline Wozniacki                                    | Petra Kvitová Caroline Wozniacki                                    | 7 64          | 3 6 | 6 4 |  |
| 2 | Tomáš Berdych Frederik Nielsen                                      | Tomáš Berdych Frederik Nielsen                                      | 6 1           | 6 3 |     |  |
| 3 | Petra Kvitová / Tomáš Berdych Caroline Wozniacki / Frederik Nielsen | Petra Kvitová / Tomáš Berdych Caroline Wozniacki / Frederik Nielsen | Niet gespeeld |     |     |  |

##### VS - Bulgarije
| VS 1 | Perth, Australië 6 januari 2012 Hardcourt (i)                           | Perth, Australië 6 januari 2012 Hardcourt (i)                           | Bulgarije 2 |     |   |  |
| \| \| \| \| 1 \| 2 \| 3 \| \| \| - \| ----------------------------------------------------------------------- \| ----------------------------------------------------------------------- \| --- \| --- \| - \| \| \| 1 \| Bethanie Mattek-Sands Tsvetana Pironkova \| Bethanie Mattek-Sands Tsvetana Pironkova \| 6 4 \| 6 4 \| \| \| \| 2 \| Mardy Fish Grigor Dimitrov \| Mardy Fish Grigor Dimitrov \| 2 6 \| 1 6 \| \| \| \| 3 \| Bethanie Mattek-Sands / Mardy Fish Tsvetana Pironkova / Grigor Dimitrov \| Bethanie Mattek-Sands / Mardy Fish Tsvetana Pironkova / Grigor Dimitrov \| 5 8 \| \| \| \| |                                                                         |                                                                         |             |     |   |  |
| |                                                                         |                                                                         | 1           | 2   | 3 |  |
| 1 | Bethanie Mattek-Sands Tsvetana Pironkova                                | Bethanie Mattek-Sands Tsvetana Pironkova                                | 6 4         | 6 4 |   |  |
| 2 | Mardy Fish Grigor Dimitrov                                              | Mardy Fish Grigor Dimitrov                                              | 2 6         | 1 6 |   |  |
| 3 | Bethanie Mattek-Sands / Mardy Fish Tsvetana Pironkova / Grigor Dimitrov | Bethanie Mattek-Sands / Mardy Fish Tsvetana Pironkova / Grigor Dimitrov | 5 8         |     |   |  |

### Groep B

#### Klassement
| Pos | Land      | W | V | Wedstr | Sets   |
| --- | --------- | - | - | ------ | ------ |
| 1   | Frankrijk | 3 | 0 | 7 – 1  | 15 – 3 |
| 2   | Spanje    | 2 | 1 | 4 – 4  | 9 – 10 |
| 3   | Australië | 1 | 2 | 3 – 6  | 8 – 13 |
| 4   | China     | 0 | 3 | 3 – 6  | 6 – 12 |

#### Wedstrijden

##### Frankrijk - China
| Frankrijk 2 | Perth, Australië 31 december 2011 Hardcourt (i) | Perth, Australië 31 december 2011 Hardcourt (i) | China 1 |     |     |  |
| \| \| \| \| 1 \| 2 \| 3 \| \| \| - \| ---------------------------------------------- \| ---------------------------------------------- \| --- \| --- \| --- \| \| \| 1 \| Marion Bartoli Li Na \| Marion Bartoli Li Na \| 6 2 \| 2 6 \| 4 6 \| \| \| 2 \| Richard Gasquet Wu Di \| Richard Gasquet Wu Di \| 6 1 \| 6 3 \| \| \| \| 3 \| Marion Bartoli / Richard Gasquet Li Na / Wu Di \| Marion Bartoli / Richard Gasquet Li Na / Wu Di \| 6 1 \| 6 1 \| \| \| |                                                 |                                                 |         |     |     |  |
| |                                                 |                                                 | 1       | 2   | 3   |  |
| 1 | Marion Bartoli Li Na                            | Marion Bartoli Li Na                            | 6 2     | 2 6 | 4 6 |  |
| 2 | Richard Gasquet Wu Di                           | Richard Gasquet Wu Di                           | 6 1     | 6 3 |     |  |
| 3 | Marion Bartoli / Richard Gasquet Li Na / Wu Di  | Marion Bartoli / Richard Gasquet Li Na / Wu Di  | 6 1     | 6 1 |     |  |

##### Australië - Spanje
| Australië 1 | Perth, Australië 1 januari 2012 Hardcourt (i)                                  | Perth, Australië 1 januari 2012 Hardcourt (i)                                  | Spanje 2 |     |          |  |
| \| \| \| \| 1 \| 2 \| 3 \| \| \| - \| ------------------------------------------------------------------------------ \| ------------------------------------------------------------------------------ \| --- \| --- \| -------- \| \| \| 1 \| Jarmila Gajdošová Anabel Medina Garrigues \| Jarmila Gajdošová Anabel Medina Garrigues \| 6 3 \| 3 6 \| 6 3 \| \| \| 2 \| Lleyton Hewitt Fernando Verdasco \| Lleyton Hewitt Fernando Verdasco \| 3 6 \| 6 3 \| 5 7 \| \| \| 3 \| Jarmila Gajdošová / Lleyton Hewitt Anabel Medina Garrigues / Fernando Verdasco \| Jarmila Gajdošová / Lleyton Hewitt Anabel Medina Garrigues / Fernando Verdasco \| 6 3 \| 3 6 \| [9] [11] \| \| |                                                                                |                                                                                |          |     |          |  |
| |                                                                                |                                                                                | 1        | 2   | 3        |  |
| 1 | Jarmila Gajdošová Anabel Medina Garrigues                                      | Jarmila Gajdošová Anabel Medina Garrigues                                      | 6 3      | 3 6 | 6 3      |  |
| 2 | Lleyton Hewitt Fernando Verdasco                                               | Lleyton Hewitt Fernando Verdasco                                               | 3 6      | 6 3 | 5 7      |  |
| 3 | Jarmila Gajdošová / Lleyton Hewitt Anabel Medina Garrigues / Fernando Verdasco | Jarmila Gajdošová / Lleyton Hewitt Anabel Medina Garrigues / Fernando Verdasco | 6 3      | 3 6 | [9] [11] |  |

##### Spanje - China
| Spanje 2 | Perth, Australië 3 januari 2012 Hardcourt (i)             | Perth, Australië 3 januari 2012 Hardcourt (i)             | China 1 |     |   |  |
| \| \| \| \| 1 \| 2 \| 3 \| \| \| - \| --------------------------------------------------------- \| --------------------------------------------------------- \| --- \| --- \| - \| \| \| 1 \| Anabel Medina Garrigues Li Na \| Anabel Medina Garrigues Li Na \| 3 6 \| 1 6 \| \| \| \| 2 \| Fernando Verdasco Wu Di \| Fernando Verdasco Wu Di \| 6 3 \| 6 4 \| \| \| \| 3 \| Anabel Medina Garrigues / Fernando Verdasco Li Na / Wu Di \| Anabel Medina Garrigues / Fernando Verdasco Li Na / Wu Di \| 6 0 \| 6 2 \| \| \| |                                                           |                                                           |         |     |   |  |
| |                                                           |                                                           | 1       | 2   | 3 |  |
| 1 | Anabel Medina Garrigues Li Na                             | Anabel Medina Garrigues Li Na                             | 3 6     | 1 6 |   |  |
| 2 | Fernando Verdasco Wu Di                                   | Fernando Verdasco Wu Di                                   | 6 3     | 6 4 |   |  |
| 3 | Anabel Medina Garrigues / Fernando Verdasco Li Na / Wu Di | Anabel Medina Garrigues / Fernando Verdasco Li Na / Wu Di | 6 0     | 6 2 |   |  |

##### Australië - Frankrijk
| Australië 0 | Perth, Australië 3 januari 2011 Hardcourt (i)                       | Perth, Australië 3 januari 2011 Hardcourt (i)                       | Frankrijk 3 |     |     |  |
| \| \| \| \| 1 \| 2 \| 3 \| \| \| - \| ------------------------------------------------------------------- \| ------------------------------------------------------------------- \| --- \| --- \| --- \| \| \| 1 \| Jarmila Gajdošová Marion Bartoli \| Jarmila Gajdošová Marion Bartoli \| 0 6 \| 0 6 \| \| \| \| 2 \| Lleyton Hewitt Richard Gasquet \| Lleyton Hewitt Richard Gasquet \| 2 6 \| 7 5 \| 1 6 \| \| \| 3 \| Jarmila Gajdošová / Lleyton Hewitt Marion Bartoli / Richard Gasquet \| Jarmila Gajdošová / Lleyton Hewitt Marion Bartoli / Richard Gasquet \| 3 6 \| 4 6 \| \| \| |                                                                     |                                                                     |             |     |     |  |
| |                                                                     |                                                                     | 1           | 2   | 3   |  |
| 1 | Jarmila Gajdošová Marion Bartoli                                    | Jarmila Gajdošová Marion Bartoli                                    | 0 6         | 0 6 |     |  |
| 2 | Lleyton Hewitt Richard Gasquet                                      | Lleyton Hewitt Richard Gasquet                                      | 2 6         | 7 5 | 1 6 |  |
| 3 | Jarmila Gajdošová / Lleyton Hewitt Marion Bartoli / Richard Gasquet | Jarmila Gajdošová / Lleyton Hewitt Marion Bartoli / Richard Gasquet | 3 6         | 4 6 |     |  |

##### Australië - China
| Australië 2 | Perth, Australië 5 januari 2012 Hardcourt (i)    | Perth, Australië 5 januari 2012 Hardcourt (i)    | China 1 |     |   |  |
| \| \| \| \| 1 \| 2 \| 3 \| \| \| - \| ------------------------------------------------ \| ------------------------------------------------ \| --- \| --- \| - \| \| \| 1 \| Jarmila Gajdošová Li Na \| Jarmila Gajdošová Li Na \| 3 6 \| 2 6 \| \| \| \| 2 \| Lleyton Hewitt Wu Di \| Lleyton Hewitt Wu Di \| 6 4 \| 7 5 \| \| \| \| 3 \| Jarmila Gajdošová / Lleyton Hewitt Li Na / Wu Di \| Jarmila Gajdošová / Lleyton Hewitt Li Na / Wu Di \| 5 \| w/o \| \| \| |                                                  |                                                  |         |     |   |  |
| |                                                  |                                                  | 1       | 2   | 3 |  |
| 1 | Jarmila Gajdošová Li Na                          | Jarmila Gajdošová Li Na                          | 3 6     | 2 6 |   |  |
| 2 | Lleyton Hewitt Wu Di                             | Lleyton Hewitt Wu Di                             | 6 4     | 7 5 |   |  |
| 3 | Jarmila Gajdošová / Lleyton Hewitt Li Na / Wu Di | Jarmila Gajdošová / Lleyton Hewitt Li Na / Wu Di | 5       | w/o |   |  |

##### Frankrijk - Spanje
| Frankrijk 2 | Perth, Australië 5 januari 2012 Hardcourt (i)                                | Perth, Australië 5 januari 2012 Hardcourt (i)                                | Spanje 0      |     |   |  |
| \| \| \| \| 1 \| 2 \| 3 \| \| \| - \| ---------------------------------------------------------------------------- \| ---------------------------------------------------------------------------- \| ------------- \| --- \| - \| \| \| 1 \| Marion Bartoli Anabel Medina Garrigues \| Marion Bartoli Anabel Medina Garrigues \| 6 2 \| 6 4 \| \| \| \| 2 \| Richard Gasquet Fernando Verdasco \| Richard Gasquet Fernando Verdasco \| 6 2 \| 6 4 \| \| \| \| 3 \| Marion Bartoli / Richard Gasquet Anabel Medina Garrigues / Fernando Verdasco \| Marion Bartoli / Richard Gasquet Anabel Medina Garrigues / Fernando Verdasco \| Niet gespeeld \| \| \| \| |                                                                              |                                                                              |               |     |   |  |
| |                                                                              |                                                                              | 1             | 2   | 3 |  |
| 1 | Marion Bartoli Anabel Medina Garrigues                                       | Marion Bartoli Anabel Medina Garrigues                                       | 6 2           | 6 4 |   |  |
| 2 | Richard Gasquet Fernando Verdasco                                            | Richard Gasquet Fernando Verdasco                                            | 6 2           | 6 4 |   |  |
| 3 | Marion Bartoli / Richard Gasquet Anabel Medina Garrigues / Fernando Verdasco | Marion Bartoli / Richard Gasquet Anabel Medina Garrigues / Fernando Verdasco | Niet gespeeld |     |   |  |

## Finale

### Tsjechië - Frankrijk
| Tsjechië 2 | Perth, Australië 7 januari 2012 Hardcourt (i)                  | Perth, Australië 7 januari 2012 Hardcourt (i)                  | Frankrijk 0   |     |   |  |
| \| \| \| \| 1 \| 2 \| 3 \| \| \| - \| -------------------------------------------------------------- \| -------------------------------------------------------------- \| ------------- \| --- \| - \| \| \| 1 \| Petra Kvitová Marion Bartoli \| Petra Kvitová Marion Bartoli \| 7 5 \| 6 1 \| \| \| \| 2 \| Tomáš Berdych Richard Gasquet \| Tomáš Berdych Richard Gasquet \| 7 60 \| 6 4 \| \| \| \| 3 \| Petra Kvitová / Tomáš Berdych Marion Bartoli / Richard Gasquet \| Petra Kvitová / Tomáš Berdych Marion Bartoli / Richard Gasquet \| Niet gespeeld \| \| \| \| |                                                                |                                                                |               |     |   |  |
| |                                                                |                                                                | 1             | 2   | 3 |  |
| 1 | Petra Kvitová Marion Bartoli                                   | Petra Kvitová Marion Bartoli                                   | 7 5           | 6 1 |   |  |
| 2 | Tomáš Berdych Richard Gasquet                                  | Tomáš Berdych Richard Gasquet                                  | 7 60          | 6 4 |   |  |
| 3 | Petra Kvitová / Tomáš Berdych Marion Bartoli / Richard Gasquet | Petra Kvitová / Tomáš Berdych Marion Bartoli / Richard Gasquet | Niet gespeeld |     |   |  |